# HBO
Az HBO amerikai prémium kábel és műholdas televíziós csatorna és márkanév, a Home Box Office Inc. része, a Warner Bros. Discovery leányvállalata. Műsorában a nap 24 órájában megszakítások nélkül, reklámmentes adásfolyamban kínál filmeket és televíziós sorozatokat. Főcsatornáját elsőként az Egyesült Államokban indította el, 1972. november 8-án. Mára a világ számos országában van azonos elnevezésű csatorna. A Home Box Office Inc. leányvállalataiként az Egyesült Államok érdekeltségein kívül eső régiókban a HBO Latin America, HBO Asia és az HBO Europe működtetnek televíziós csatornákat és video on demand szolgáltatásokat.
Az Egyesült Államokban ezzel a márkanévvel hét 24 órás multiplex mozicsatorna üzemel, többek között az HBO Comedy, az HBO Latino, az HBO Signature, illetve az HBO Family.
A Home Box Office az HBO-n kívül számos más szolgáltatást nyújt; az HBO- és a Cinemax-csatornacsalád mellett online nézhető video on demand szolgáltatásokat kínál HBO Go, HBO on Demand, HBO Now, HBO Max (2020 májusában indult), HBO Nordic, HBO España és HBO Portugal néven. Ezek mellett ismert díjnyertes eredeti amerikai sorozatairól és filmjeiről, illetve úttörő szerepet vállalt a latin-amerikai, ázsiai és európai sorozatgyártásban is. A prémium televíziós csatornák piaci modellje szerint az HBO a televíziószolgáltatóknál külön igényelhető, feláras csomagban elérhető, általában testvércsatornáival egy csomagban.
Magyarországon 1991. szeptember 28-án indult, így az ország legrégebbi prémium műsorszolgáltatója. 2003-ban és 2007-ben újabb magyar nyelvű csatornák indultak HBO 2 és HBO Comedy néven, utóbbi 2016 óta HBO 3 néven sugároz. 2005 óta két csatornával Cinemax-csatornák is sugároznak magyar nyelven. Ezek mellett 2011-től HBO Go néven indult magyar nyelvű, lokalizált tartalmakkal elsőként video on demand szolgáltatás, melynek mára több mint 400 000 magyarországi előfizetője van.

## Magyar adásváltozat

### Története
1991. szeptember 28-án indult a csatorna magyar változata a WarnerMedia (korabeli nevén: Time Warner) és az 1998-2020 között létezett UPC Magyarország egyik jogelődje, a Kábelkom Kft. révén, első tematikus adóként a hazai magántelevíziós piacon. Első szlogenje a "Mozi a tévében" volt. Az első adáskezdő-záró szignál az USA-ban "Feature Presentation" szignálként futott 1982 őszétől, amit a New York-i Liberty Studios valósított meg, az "HBO Mozi" ident szintén az USA-ban debütált 1986-ban.
Az induláskor Koltai Róbert színművész igyekezett a nézőkhöz közelebb hozni a még ismeretlen mozicsatornát.
Műholdas továbbító rendszer híján 1997-ig a műsorokat videokazettán terjesztették, S-VHS formátumban. Ezt úgy oldották meg, hogy vasúton, mozdonyvezetőkkel küldték el az adott városba a kazettákat és az állomásokon pedig várta őket az adott kábeltelevíziós cég munkatársa. Minden műsor minden városban és Budapest egyes kerületeiben, ahol elérhető volt az HBO – azonos időben indították el az adást. Szinkron híján kezdetben magyar nyelvű narrátoros hangalámondásos módszerrel kerültek adásba a filmek.[forrás?]
1992 szeptemberére az HBO már kilenc vidéki nagyvárosban, valamint Budapest XI. és XIV. kerületében vált elérhetővé.
Az HBO ezután terjeszkedni kezdett egész Közép-Európában, amelynek következtében megalakult az HBO Central Europe (2012 óta HBO Europe)
1995. február 1-jén az HBO Central Europe elindította a Spektrumot, Magyarország legrégebbi magyar nyelven sugárzó ismeretterjesztő és dokumentumfilm csatornáját. Ezt az HBO kazettáival együtt továbbították, napi négy órában, 18 és 22 óra között.
A kazettás időszakban az HBO hétvégén két kazettányi (napi nyolc órás) műsort sugárzott, egy kazettányi program délelőtt, egy pedig este került adásba. A nézők így láthatták Magyarországon először a Lois és Clark: Superman legújabb kalandjai, az Alf, a Jóbarátok, a Tapsi Hapsi, a Bolondos dallamok, az Egyről a kettőre és a Bír-lak című sikeres Warner sorozatokat. A rendszerint hétvégén reggel 8 és 12 óra közötti időszak műsorsávja kódolatlanul volt elérhető a közönség számára.
1997. április 1-jén az HBO átköltözött a Közép-Kelet-Európai Médiaközpontba (CEU), új szlogenekkel ("Több mint TV", illetve "A mozicsatorna") arculatot váltott és heti 120 órára bővítette a műsoridejét, amit egy jelentős műszaki beruházás, a műholdas sugárzásra történő átállás tett lehetővé. Az HBO adása azóta az addigi kazettás terjesztés helyett korszerű digitális műholdas rendszeren jut el a kábeltársaságokhoz, majd pedig a hálózataikon keresztül az előfizetőkhöz. 1997. október 1-től a mozicsatorna adása napi 24 órára bővült.
1997-ben mutatták be a csatorna első saját gyártású műsorát: a Mennyi? 30! címet viselő stand-up comedy-ben a már közismert színészek és televíziós személyiségek mellett számos, azóta befutott humorista kezdte el a pályafutását. (Látható volt többek között Kálloy Molnár Péter, Litkai Gergely, Hadházi László, Boros Lajos, Böröczky József, Vadon János, Erdei Sándor és Várfi Sándor.)
1997. június 27-én elindult az HBO Central Europe harmadik tematikus csatornája, a fiatalokat megcélzó Z+ zenecsatorna.
1998. április 1-től az előfizetők igényeire reagálva, a prémium szolgáltatással szembeni elvárásoknak megfelelően új szolgáltatásokat vezetett be az HBO. Ilyenek a sztereó, illetve Dolby Surround minőségben történő hangsugárzás, valamint az HBO, a Spektrum és a Z+ teletextes és internetes szolgáltatásai is.
A csatorna műholdra kerülése után a kazettás módszer megszűnt, illetve a narrátort is felváltotta a szinkronhang. Magyarországon a kábeltelevízió-társaságok általában külön csomagban vagy prémium csatornaként forgalmazzák az HBO és társcsatornái műsorát. Az HBO ilyen esetekben csak az úgynevezett kódolatlan napokon válik felár nélkül elérhetővé.
2001 februárjában a VIVA megvette az HBO Central Europe-tól a Z+-t, amely 2001. június 4-én VIVA+-ra, 2003. január 27-én VIVA-ra nevezte át a csatornát, 2017. október 3-án pedig megszűnt. 2001 áprilisában vagy májusában újabb arculatváltás történt. Az HBO ekkor kezdett el kódolatlan napokat is tartani, majd 2002-ben bevezették a jelenlegi szlogent: "Ez nem TV, ez HBO!".
2003 szeptemberében a főcsatorna mellett HBO 2 néven új csatorna indult, melynek kínálata megegyezett az anyacsatornáéval. Az HBO 2-n a 2013-as arculatváltás óta nem láthatóak ráégetett magyar nyelvű szöveget tartalmazó ajánlók, mivel ez a csatorna a román nyelvű és cseh nyelvű adásváltozatokkal került egy képsávra. 2003. október 17-én a Sony Pictures Television Networks International-el való együttműködésben elindította az AXN-t is.
2005. szeptember 1-jén jött az HBO újabb arculatváltása, amit 2008. június 3-án az HBO 2 is átvett. 2005 novemberében bővült legközelebb az HBO Central Europe portfóliója, ekkor a Cinemaxszal és annak műsorát akkoriban 24 órás csúszással ismételő társával, a Cinemax 2-vel, amelyeket gyakran egy csomagba tettek testvércsatornáikkal a televíziós szolgáltatók kínálatában. 2006 májusában bővült az AXN-család is, az AXN Crime-mal és az AXN Sci-Fi-val. 2007 szeptemberében a harmadik HBO-csatorna is elindult, HBO Comedy néven, melyen főként vígjátéksorozatok és -filmek futottak, egészen 2016. március 21-ig, amikor újrapozicionálása során HBO 3-ként indult újra, főleg televíziós sorozatok epizódjait sugározva.
A csatorna kezdetben a hazai korhatárkarikákat tartalmazta, amely 2008. április 1-jén lekerültek a képernyőről, ezzel a nemcsak a főcsatorna, hanem a társcsatornáik is a cseh médiahatóság alá került.
2008 szeptemberében a Chello Central Europe (2014 óta AMC Networks International Central Europe) megvásárolta a Spektrumot, ezzel az HBO Central Europe újabb régóta sugárzó csatornáját vesztette el. 2009-ben pedig az AXN-család is teljesen az SPTI kezébe került.
A magyar HBO szinkronstúdiója 2009. április 1-jétől megszűnt. Számos régebbi, addig feliratos film szinkronja is itt készült el, pl. a Rambóé. Az itt készült munkák jelentős része az SDI Media Hungary-hoz került.
2011-ben elindult az HBO online streaming szolgáltatása, az HBO Go, elsőként olyan szolgáltatásként Magyarországon, amely magyar nyelvű filmeket és sorozatokat ajánlott korlátlan fogyasztással, fix havidíj ellenében. A Go hagyományos HBO-előfizetés mellé extra szolgáltatásként jelent meg. 2017-től kezdődően már külön is előfizethető.

### Hozzájárulás a hazai filmgyártáshoz
Az HBO 1994 óta a Magyar Filmszemle egyik fő támogatójaként is igyekszik minél többet tenni a magyar filmgyártásért. A mozicsatornán helyet kaptak olyan filmek, mint a Rekviem, a Szamba, a Bukfenc, a Rosszfiúk, vagy a Pannon töredék. A magyar kortárs filmművészet produktumai mellett lengyel, svéd, cseh, dán, angol, holland, olasz illetve francia filmek is színesítik a kínálatot.

### Premierek
Ismertebb filmek HBO általi legelső vetítése általában minden vasárnap 20:00-kor látható az HBO műsorstruktúrájában, kivételt képez, ha valami premier sorozat új része is este nyolckor kerül bemutatásra, ilyen esetben 21:00-kor kezdődik a vasárnapi premierfilm. További eltérés lehet, ha az adott premierfilm 18 év felettieknek szóló korhatár besorolást kapott, ekkor 22:00 a bemutatás kezdő időpontja.

#### Szilveszteri meglepetésfilmek
Minden év január elsején, éjfél után öt-tíz perccel az év elsőként bemutatott (kezdetben december 31-én, az adott év utolsóként bemutatott) filmje egy szilveszteri meglepetésfilm (néha újévi meglepetés formában szerepelt), mely a műsorújságokban is ezen a néven szerepel az adott film valódi címe helyett. 2007. január elsején a megszokott egy meglepetésfilm helyett egymás után hármat vetítettek le: A sziget, Lopakodó és a Földre szállt boszorkány.
A szilveszteri meglepetésfilmek a következők voltak: Az HBO magyarországi 1991-es indulási évének szilveszterében, még nem játszott szilveszteri meglepetésfilmet.
| Vetítési dátum     | Film | Megjegyzés                                                            |
| ------------------ | --- | --------------------------------------------------------------------- |
| 2025. január 1.    | Joker: Kétszemélyes téboly (Joker: Folie à Deux)                                                                                                   | harmadik DC-film a szilveszteri meglepetésfilmek között               |
| 2024. január 1.    | Borat utólagos mozifilm (Borat Subsequent Moviefilm)                                                                                               | második Borat-film a szilveszteri meglepetésfilmek között             |
| 2023. január 1.    | Black Adam | második DC-film a szilveszteri meglepetésfilmek között                |
| 2022. január 1.    | Hang nélkül 2. (A Quiet Place Part II) |                                                                       |
| 2021. január 1.    | Álom doktor (Doctor Sleep) |                                                                       |
| 2020. január 1.    | Csillag születik (A Star Is Born) |                                                                       |
| 2019. január 1.    | Az Igazság Ligája (Justice League) | első DC-film a szilveszteri meglepetésfilmek között                   |
| 2018. január 1.    | A galaxis őrzői vol. 2. (Guardians of the Galaxy vol. 2)                                                                                           | második Marvel-film a szilveszteri meglepetésfilmek között            |
| 2017. január 1.    | Amerika Kapitány: Polgárháború (Captain America: Civil War)                                                                                        |                                                                       |
| 2016. január 1.    | Csillagok között (Interstellar) | második Christopher Nolan film a szilveszteri meglepetésfilmek között |
| 2015. január 1.    | Gravitáció (Gravity) |                                                                       |
| 2014. január 1.    | Szilveszter éjjel (New Year's Eve) | szilveszterrel kapcsolatos film                                       |
| 2013. január 1.    | Tintin kalandjai (The Adventures of Tintin) |                                                                       |
| 2012. január 1.    | Eredet (Inception) |                                                                       |
| 2011. január 1.    | Négy karácsony (Four Christmases) |                                                                       |
| 2010. január 1.    | Made in Hungaria | magyar film                                                           |
| 2009. január 1.    | Borat: Kazah nép nagy fehér gyermeke menni művelődni Amerika (Borat: Cultural Learnings of America for Make Benefit Glorious Nation of Kazakhstan) |                                                                       |
| 2008. január 1.    | S.O.S. szerelem! | magyar film                                                           |
| 2007. január 1.    | A sziget (The Island) | három meglepetésfilm is volt egymás után                              |
| 2007. január 1.    | Lopakodó (Stealth) | három meglepetésfilm is volt egymás után                              |
| 2007. január 1.    | Földre szállt boszorkány (Bewitched) | három meglepetésfilm is volt egymás után                              |
| 2006. január 1.    | A nemzet aranya (National Treasure) |                                                                       |
| 2005. január 1.    | Charlie angyalai: Teljes gázzal (Charlie's Angels: Full Throttle)                                                                                  |                                                                       |
| 2004. január 1.    | Mission: Impossible 2. (Mission: Impossible II.)                                                                                                   |                                                                       |
| 2003. január 1.    | A világ nem elég (The World is not Enough) |                                                                       |
| 2002. január 1.    | A múmia (The Mummy) |                                                                       |
| 2001. január 1.    | Csak egy kis pánik (Analyze This) | A XXI. század (egyben a 3. évezred) első filmje az HBO-n              |
| 2000. január 1.    | A függetlenség napja (Independence Day) |                                                                       |
| 1999. január 1.    | A boldogító nem (In & Out) |                                                                       |
| 1998. január 1.    | Dredd bíró (Judge Dredd) | Éjfél után vetítették 00:10-es kezdéssel                              |
| 1996. december 31. | Die Hard – Az élet mindig drága (Die Hard: With a Vengeance)                                                                                       | Éjfél előtt vetítették 23:25-ös kezdéssel                             |
| 1995. december 31. | Cliffhanger – Függő játszma (Cliffhanger) | Éjfél előtt vetítették 22:10-es kezdéssel                             |
| 1994. december 31. | A bárányok hallgatnak (The Silence of the Lambs)                                                                                                   | Éjfél előtt vetítették 22:30-as kezdéssel                             |
| 1994. január 1.    | Az utolsó cserkész (The Last Boy Scout) | Éjfél utáni vetítették 00:00-ás kezdéssel                             |
| 1993. január 1.    | Nikita (Nikita) | Éjfél utáni vetítették 00:15-ös kezdéssel                             |

### Az HBO csatornái Magyarországon
A csatornák elérhetőek HDTV és SDTV felbontásban is.
- HBO
- HBO 2 (2003. szeptember 9-én indult)
- HBO 3 (2007. szeptember 1-jétől, 2016. március 21-ig HBO Comedy néven működött)
- Cinemax (2005-ben indult)
- Cinemax 2 (Szintén 2005-ben indult, 2016-ig a Cinemax műsorát 24 órás késéssel sugározta, jelenleg önálló műsorstruktúrával rendelkezik)

## Külső hivatkozások
- Hivatalos amerikai holnap
- A magyar HBO profilja és műsorstruktúrája
- HBO TV műsor a PORT.hu-n